# Намибия
Република Намибия е държава в Южна Африка на брега на Атлантическия океан. Граничи с Ангола на север, Замбия на североизток, Ботсвана на изток и на юг с Южноафриканската република. Името си дължи на пустинята Намиб, а старото ѝ име е Югозападна Африка. Столицата е град Виндхук. Населението на Намибия е над 2 700 000 души (2020 г., оценка). Управлява се от президент, избиран на 5 години. Страната е била една от последните колонии в Африка. Обявява независимост от ЮАР на 21 март 1990 г. Член е на ООН, Общност за развитие на държавите от Южна Африка, Африкански съюз и Общност на нациите.

## Етимология
Името на държавата произлиза от пустинята Намиб, която е най-старата пустиня в света. Самото име Намиб е от Койкойски език и означава обширно място. Тази дума е била избрана от Мбурумба Керина, който първи предлага името "Република Намиб". Преди освобождението си през 1990 г. Намибия е била позната като Германска Югозападна Африка, а пък после като Югозападна Африка, рефлектирайки колониалното си минало в ръцете на Немците и Южно африканците.

## История

### Предколониална епоха
Намибия е била заселена още от древни времена от племената на бушмените. По късно тук пристигат хутентотските племена дамара и намакуа. През 14 век всички те са изтласкани от прииждащите от север племена от бантуезичната група овамбо и хереро. Доста по-късно в района пристигат и европейците.

### Колониален период
През 1878 г. Великобритания обявява района около Уолфиш Бей за своя територия, която става част от Капската колония. През 1883 г. Адолф Людериц купува крайбрежието от един от местните вождове. След преговори с Великобритания цялото крайбрежие преминава в ръцете на Германската империя с изключение на територията около Уолфиш Бей, а през 1884 г. Великобритания признава цялата територия до 20 меридиан за немска сфера на влияние. Така възниква колонията, наречена Германска Югозападна Африка (Deutsch-Südwestafrika). През 1890 г. Германия получава и тясна ивица земя, започваща от североизточния край на колонията, и достигаща до река Замбези. Тази част от днешна Намибия е известна като Ивица Каприви. Тя осигурява достъп на страната до река Замбези, която от своя страна създава връзка между колониите на Германия в Югозападна и Източна Африка. Съгласно сключеното споразумение Германия получава още и остров Хелголанд, а Великобритания – остров Занзибар.
Немските власти стимулират бели колонисти да заселват териториите като ги отнемат от племената хереро и нама. Представителите на тези племена са скотовъдци, а земята пригодна за животновъдство в Намибия е доста малко. През 1903 г. под ръководството на Самуел Махареро племето хереро вдига въстание, при което биват избити няколкостотин бели заселници. В отговор на това Германия изпраща 14 000 войници под ръководството на генерал Лотар фон Трота. Той заявява, че цялото бунтовно племе трябва да бъде прогонено от страната. В битката при Ватерберг хереро претърпяват тежко поражение. Оцелелите се опитват да се доберат през пустинята Калахари до британското владение Бечуаналенд, известно днес с името Ботсвана. Великобритания обещава да им даде убежище, ако племето прекрати въстанието. Много хора измират, поради тежкия преход през Калахари.
През 1905 г. е извършено първото преброяване на населението в днешна Намибия. По данни от него представителите на племето хереро са 25 000 души – основно жени и деца. Те са изпратени в концентрационни лагери, подобни на тези, които англичаните устройвали по време на Англо-бурските войни. Много от хереро измират в лагерите в резултат на изключително лошите условия и робския труд. През 1908 г. лагерите са закрити. По различни оценки през изминалите години от племето хереро са унищожени от 50% до 80%.
Скоро след потушаването на въстанието на хереро против немците въстават и нама. Лидери на въстанието са Хендрик Витбоой и Якоб Моренга. Военните действия продължават до 1907 г., когато е подписано мирно споразумение, макар че Якоб Моренга продължил да води партизанска война и след това. Оценките за загиналите от племето нама са силно противоречиви. Предполага се, че реалният брой на загиналите е 40 000 души.
В хода на Първата световна война през 1915 г. войските на Южноафриканския съюз превземат Намибия. През 1920 г. Южноафриканският съюз получава от Лигата на нациите мандат за управление на Югозападна Африка. След изтичането на този срок ЮАР отказва да предаде мандата за управление и продължава да контролира тази територия. Успоредно с това ЮАР въвежда и режима на апартейд, като разглежда Намибия за буфер, защитаващ страната от „вражеска“ Черна Африка. Бялото малцинство на Намибия е представено със свои депутати в парламента на ЮАР. Уолфиш Бей е присъединен към ЮАР като анклав. След обявяването на независимостта на Намибия, анклавът бива предаден от ЮАР през 1994 г.
През 1966 г. Югозападноафриканският народен фронт, познат с името СУАПО, започва борба за независимост от ЮАР. Базите на СУАПО са в Ангола и Замбия, като организацията е подкрепяна от Съветския съюз. Идеологията на СУАПО е марксистка. От този период територията на Югозападна Африка започнва да се нарича с името „Намибия“. Международната общност не признава правото на ЮАР да управлява тази територия. През 1988 г. ЮАР се съгласява да напусне Намибия. Така на 21 март 1990 г. в присъствието на Генералния секретар на ООН и президента на ЮАР е провъзгласена независимостта на Намибия.

### Независима Намибия
Първия президент на Намибия е лидера на СУАПО Сам Нуйома, който заема поста в продължение на три мандата. На 21 март 2005 г. президент става бившия министър на земеделските въпроси Хификепуне Похамба. За него гласуват повече от 75% от явилите се на избора.
През 1994 г. представители на народа лози обявяват създаването на Фронта за освобождение на Каприви. Целта на организацията е отделянето от Намибия на Ивицата Каприви и обявяването на независимост. Това довежда до въоръжен метеж в района. По-късно противопоставянето постепенно утихва и през 2001 г. Намибия обявява територията за безопасна за туристи.

## География

### Релеф и геоложки строеж
Голяма част от територията на Намибия представлява плато с височина от 900 до 1500 m. То е дълбоко разчленено от речни долини и тектонски падини на отделни части – плата и възвишения (Каоко, Дамара, Намакваленд и др.). Максималната височина на страната е връх Кьонингщайн (2606 m), издигащ се в планинския масив Брандберг. На изток платото постепенно се понижава към западната част на падината Калахари, на север – към падината-солончак Етоша, а на запад стръмно се спуска чрез т.нар. Голям отстъп към хълмистата крайбрежна равнина, заета от бреговата пустиня Намиб.
Намибия е разположена в югозападната периферия на Южноафриканския щит, образуван от метаморфни, вулканогенно-седиментни и теригенно-карбонатни докамбрийски скали. На юг и в централната част на страната е разположено обширно плоско понижение, запълнено с къснодокамбрийски или раннокамбрийски наслаги. Най-големи площи заемат седиментите с горнопалеозойска и мезозойска възраст. Източната част на Намибия е заета от кайнозойски пясъци на синеклизата Калахари.

### Климат, води, почви и растителност
Климатът на страната е тропичен, много сух. Средната температура на най-топлия месец (януари) е от 18 до 27°С, а на най-хладния (юли) от 12 до 16°С. В най-високите части през зимата се случват температури под 0°С. Валежите са оскъдни, нерегулярни и падат предимно през лятото. Тяхното количество се колебае от 10 – 50 mm по крайбрежието до 500 – 700 mm в крайния североизток.
В Намибия има само 5 реки, които текат постоянно – Замбези (2660* km), Оранжева река (2200* km), Окаванго (1600* km), Кунене (1207* km) и Куандо (731* km), но всички те протичат по границите и перифериите на страната. Във вътрешността има само временни реки (от типа на уадите), като най-големите са: Нособ (740* km) и Фиш (650 km).
В страната преобладават пустинните тропически и саванните червеникаво-кафяви почви. Растителността в пустинята Намиб е крайно оскъдна, сукулентна. Платото е покрито предимно с ксерофитна храстова и тревисто-храстова растителност. По-високите райони са заети от полупустини и опустинени савани.

### Животински свят и национални паркове
В планинските райони и в източните части на страната обитават ендемични гризачи (дългоног, капски слепок, особени видове зайци), насекомоядни (златна къртица), тръбозъб. Срещат се антилопи, а от хищниците – вивери, хиени. Някои видове животни са се съхранили само в резерватите. В един от най-големите в света национални паркове „Етоша“ (22 275 km²) обитават зебри, антилопи, слонове, жирафи, щрауси, лъвове, леопарди и много видове птици. Друг голям национален парк е „Брегът на скелетите“ (16 000 km²), „Намиб“ и други.

### Полезни изкопаеми
Страната е богата на залежи от диаманти, мед, уран, злато, олово, калай, литий, кадмий, цинк, сол, ванадий, природен газ. Предполага се, че има и големи залежи от нефт, въглища и желязна руда. Има голям хидроенергиен потенциал.

## Държавно устройство

### Изпълнителна власт
Начело на държавата е президента, избиран чрез гласуване на всеки 5 години.
Правителството се оглавява от министър-председателя, който, заедно със своя кабинет, се назначават от президента.

### Законодателна власт
Законодателната власт в Намибия се представлява от двукамарен парламент.
Горната камара „Националния съвет“ разполага с общо 26 места, като всеки регион избира по 2 места, изборите са на всеки 6 години.

Долната камара „Народното събрание“ разполага с общо 78 места, като 72 места се избират на пропорционален принцип, а останалите 6 места се назначават от президента, изборите са на всеки 5 години.

### Съдебна власт
Най-големия съдебен орган в Намибия е Върховният съд, чиито съдии се назначават от президента по препоръка на съдебната служба комисия. Съдебните структура в Намибия е по модел на този на Южна Африка. През 1919 година, римско-холандското право е обявено за обща практика, и така си остава до днес.

## Административно деление
В периода 1977 – 1992 г. Намибия е разделена на 26 окръга. През август 1992 г. окръзите са реорганизирани в 13 области (regions). За нормалното протичане на изборите територията е разделена на 102 избирателни окръга (constituencies).
Административни области в Намибия (с административен център):
1. ВиндхукКаприви (Катима Мулило)
2. Еронго (Свакопмунд)
3. Хардап (Мариентал)
4. Карас (Кетмансхоп)
5. Окаванго (Рунду)
6. Кхомас (Виндхук)
7. Кунене (Опуво)
8. Охангвена (Енхана)
9. Омахеке (Гобабис)
10. Омусати (Утапи)
11. Ошана (Ошакати)
12. Ошикото (Цумеб)
13. Очосондюпа (Очиваронго)

### Градове
Най-големият град в страната е град Виндхук, който е и столица на Намибия.
Други по-големи градове са Людериц, Кетмансхоп, Цумеб, Гобабис, Свакопмунд, Катима Мулило, Грутфонтейн, Окаханджа, Рихобот, Очиваронго.

## Инфраструктура
Железопътният транспорт в Намибия води своето начало още от колониални времена, когато маршрутите на железните пътища се определяли от нуждите на военните. Общата им дължина днес е 2381 km и съединяват всички големи населени места в страната. В последните години железопътните превози се използват предимно за превоз на товари. Пътническия железопътен транспорт е представен от StarLine Passenger Services по маршрутите Виндхук – Цумеб; Виндхук – Гобабис; Уолфиш Бей – Цумеб; Уолфиш Бей – Свакопмунд – Виндхук и Ъпингтън (ЮАР) – Кетмансхоп – Виндхук. Между Виндхук и Свакопмунд също пътува и фирмения влак Desert Express
Главно средство за придвижване в Намибия остава автомобилният транспорт. Пътната система достига до всички краища на страната като общата им дължина е 65 000 km, но едва 5000 km от тях са с асфалтова настилка. Подобно на ЮАР движението в Намибия се извършва в лявата пътна лента.
Авиационният транспорт в Намибия е също добре развит. Националният превозвач Air Namibia извършва международни полети от летището на Виндхук – Хосеа Кутако и това в Уолфиш Бей. Най-добрата връзка на Виндхук е с Йоханесбург Почти във всяко важно населено място в страната има изградена самолетна писта, а въздушните превози се извършват от много малки транспортни фирми и частни собственици на самолети.
Главно морско пристанище на Намибия е Уолфиш Бей.

## Икономика
Около 20% от брутния вътрешен продукт се пада на добивната промишленост. Намибия е първенец в добива на уран добиван предимно в централната и част и диаманти. Богата е и на залежи от мед, злато, олово, цинк и природен газ. Особено известни са диамантените находища в околностите на Людериц. В околностите на град Свакопмунд се намира най-голямата открита уранова мина в света. По добива си на уран тя е на второ място.
Около половината (47%) от работната ръка в Намибия е заета в селското стопанство и то предимно в животновъдството. Въпреки този висок процент селското стопанство заема едва 10% от БВП на страната. От отраслите на селското стопанство най-добре развито е отглеждането на тънкорунни породи овце. Все по-голямо значение започват да придобиват риболова и туризма. Обработваемата и тежката промишленост (в частност машиностроенето) са изключително слабо развити и Намибия е много зависима от вноса. Страната също внася и около 50% от потребните храни.
Въпреки че Намибия е независима страна от близо две десетилетия, тя все още е зависима икономически от ЮАР. Това се потвърждава и от факта, че курсът на намибийския долар е твърдо свързан с този на южноафриканския ранд.
Макар че Намибия е една от богатите страни в Африка, тя страда от висок ръст на безработица. Процентът ѝ се движи между 30% и 40%. Средномесечният доход на глава от населението е 150 $, но разпределението на доходите е изключително неравномерно. Това прави Намибия една от първенците в света по неравенство в разпределението на доходите. По данни на ООН 34,9% от населението живее с по-малко от 1 $ на ден (граница на бедността, приета от ООН) и 55,8% от населението живее с по-малко от 2 $ на ден.
С падането на режима на апартейд Намибия става популярна дестинация за туристите. Тя предлага широки възможности, както за „цивилизован“ отдих (например Виндхук и Свакопмунд пазят атмосферата на стари колониални градове), така и за екстремален туризъм (особено популярни за това са националните паркове Етоша, Фиш Ривър, Брега на скелетите).

## Население

### Брой и етнически състав
Населението на Намибия наброява близо 2 млн. души (1 820 916 по данни от 2002 г. Страната е с висок процент на заболели от СПИН. Най-голямата част от населението 84% съставляват племената от семейството банту – племето овамбо е 50% от общата им численост следвани от хереро и други по-малобройни племена. Племената от групата койсън представляват по-малка част ат населението в страната като най-многобройни от тази група са представителите на племето нама. Около 8% е дялът на метисите или т.нар. „цветни“ и „бастери“ (живеещи основно в гр. Рехобот на юг от Виндхук. Останалите 8% от населението представляват „белите“, които са наследници на холандски, английски, португалски, френски и немски колонисти. Последните все още пазят немската култура и език. Мнозинството от белите и цветнокожите в Намибия говорят африканс и нищо не ги отличава по култура и обичаи от белите и цветнокожите в ЮАР.
Годишният прираст на населението в Намибия е 0,59%. Раждаемостта – 24,32/1000 души, смъртността – 18,86/1000 души.

### Езици
Официален език в страната е английският, но той е разпространен предимно като втори език сред младежите. Най-разпространеният роден език е ошивамбо, или ндонга, а като втори – африканс. До 1990 г. официални езици са немски и африканс.
Най-значими езици в Намибия са:
Английски език (официален),
ндонга или ошивамбо,
африканс,
немски език,
хереро,
нама или дамара.

### Грамотност
Грамотността сред населението над 15-годишна възраст е 84%.

### Религия
Мнозинството от гражданите на Намибия са християни (до 80%) – предимно лутерани, а останалата част изповядва местни традиционни вероизповедания.

## Спорт
Най-популярният спорт в Намибия е футболът. Страната редовно участва в първенството за Купата на африканските нации. Играят се също ръгби и крикет.

## Личности
- Сам Нуйома (Sam Nujoma, роден 1929) борец за независимост и първият президент на независима Намибия (1990 – 2005).
- Нхау (1944 – 2003), намибийски бушмен, изиграл главната роля в популярните в цял свят пет филма „Боговете сигурно са полудели“.
- Франки Фредерикс – атлет, олимпийски медалист.

## Други
- Бантустан
- Дипломатически мисии в Намибия
- Язовир Хардап
- Фиш Ривър
- Мост Катима Мулило‎